# Sexy Summerに雪が降る
「Sexy Summerに雪が降る」（セクシー・サマーにゆきがふる）は、Sexy Zoneの3作目のシングル曲。2012年10月3日にポニーキャニオンから発売された。

## 概要
表題曲「Sexy Summerに雪が降る」は『超潜入!リアルスコープハイパー』（フジテレビ）のテーマソング。
カップリング曲の「キミのため ボクがいる」は『2012ロンドンオリンピックバレーボール世界最終予選』のイメージソング。
「雨だって」はメンバーの松島聡、マリウス葉にジャニーズJr.の6人を加えたユニット、Sexy Boyzの楽曲である。
初回限定盤A、Bと通常盤の3形態で発売。通常盤には初回プレス仕様が存在する。予約販売も含めば、会場限定SUMMARY2012記念盤（『Johnny's Dome Theatre～SUMMARY～』のTOKYO DOME CITY HALL会場のみ）も存在する。

## チャート成績
2012年10月15日付のオリコン週間シングルランキングによると、初週9.5万枚を売上げて1位となった。

## 収録曲

### CD
※は通常盤、※※は通常盤・会場限定SUMMARY2012記念盤のみ収録。
1. Sexy Summerに雪が降る
作詞：三浦徳子、作曲：Janne Hyoty・Martin Grano、編曲：鈴木Daichi秀行
  - フジテレビ系『超潜入!リアルスコープハイパー』テーマソング
2. キミのため ボクがいる
作詞：佐藤勝利、作曲：Anders Dannvik・Takuya Harada・DAICHI、編曲：石塚知生
  - フジテレビ系『2012ロンドンオリンピックバレーボール世界最終予選』イメージソング
3. 雨だって - Sexy Boyz
作詞：伊橋成哉、作曲：Fredrik Samsson・伊橋成哉、編曲：生田真心
4. ベイサイドエレジー※※
作詞：zopp、作曲：Anders Wigelius・Erik Wigelius、編曲：中西裕之・佐藤泰将
5. Sexy Summerに雪が降る -Inst.-※
6. キミのため ボクがいる -Inst.-※
7. 雨だって -Inst.-※
8. ベイサイドエレジー -Inst-.※

### DVD

#### 初回限定盤A
1. 「Sexy Summerに雪が降る」Music Clip

#### 初回限定盤B
1. 「Sexy Summerに雪が降る」Making